# Radigojna
Radigojna je selo u Primorsko-goranskoj županiji. Nalazi se u Moravicama u Gorskom kotaru, u blizini grada Vrbovsko, kojem administrativno pripada. Mjesto se nalazi 1km od poznate Lujzijane.

## Zemljopis
Radigojna je najsjevernije selo Moravica. Na sjeveru i zapadu graniči s Brod Moravicama i njenim selima: Vele i Male Drage i Razdrto, na istoku graniči s vrboštanskim selima: Blaževci i Zapeć, a s južne strane nastavljaju se moravačka sela: Tomići, Bunjevci, Jakšići i Topolovica. Naselje se nalazi na 645 m nadmorske visine. Među najvišim vrhovima u Moravicama ubrajaju se i radigonjski: Veliko Brdo (763m), Radigojnski Vrh (782m) i Grič (785,94m).

## Stanovništvo
Prema popisu stanovništva iz 1857. godine, Radigojna ima 103 stanovnika. Najveći broj stanovnika u Radigojni bio je 129 - 1910. godine, a od tada pa do danas slijedi konstantan pad, pa prema popisu stanovništva iz 2001. godine, Radigojna ima 38 stanovnika u 13 domaćinstava.
| broj stanovnika | 103   | 112   | 129   | 136   | 128   | 129   | 127   | 121   | 101   | 89    | 65    | 54    | 55    | 47    | 38    | 23    | 11    |
|                 | 1857. | 1869. | 1880. | 1890. | 1900. | 1910. | 1921. | 1931. | 1948. | 1953. | 1961. | 1971. | 1981. | 1991. | 2001. | 2011. | 2021. |

## Galerija
- Radigojna ortofoto
- Radigojna i susjedi

## Vanjske poveznice
|  | Zajednički poslužitelj ima još gradiva o temi Radigojna |

- www.moravice.com  Arhivirana inačica izvorne stranice od 5. kolovoza 2018. (Wayback Machine)